# 금남 남산영당
금남 남산영당(錦南 南山影堂)은 세종특별자치시 금남면에 있는 조선시대 남이웅(1575∼1648) 선생의 영정을 모신 사당이다. 2012년 12월 31일 세종특별자치시의 문화재자료 제7호로 지정되었다.

## 개요
남이웅(1575∼1648) 선생의 영정을 모신 사당으로 광무 10년(1906) 유림들이 세웠다.
조선 선조, 광해군, 인조 때 정치가였던 선생은 평소 법을 준수하고 사치를 하지 않은 인물이었다. 광해군 5년(1613) 문과에 급제하여 예조좌랑, 병조좌랑 등 여러 벼슬을 하였으며, 병자호란 때는 소현세자가 중국 심양으로 잡혀갈 때 극진히 모시고 따라갔다와 후에 춘성부원군에 봉해졌다. 인조 16년(1638) 대사헌이 된 후 법을 철저하게 집행하였으며, 미신을 없애려고 무당을 박해하기도 하였다.
사당 뒤쪽으로 선생의 묘소와 묘비가 있다.

## 현지 안내문
남이웅(南以雄, 1575~1648) 선생의 영을 모신 사당으로 1906년에 세웠다. 조선 선조, 광해군, 인조때 정치가였던 선생은 평소 법을 준수하고 사치를 하지 않은 인물이었다. 광해군 5년(1613) 문과에 급제하여 예조좌랑, 병조좌랑 등 여러 벼슬을 하였으며, 병자호란때에는 소현세자가 중국 심양으로 잡혀갈 때 극진히 모시고 따라갔다 와 후에 춘성부원군에 봉해졌다.
인조 16년(1638) 대사헌이 된 후 법을 철저하게 집행하였으며, 미신을 없애려고 무당을 박해하기도 하였다. 1646년 우의정이 되었으며 소현세자의 빈 강씨의 사사(賜死)를 반대하여 사직하였다가 복귀하였으며 1648년 좌의정이 되었다.
사당 뒤쪽으로 선생의 묘소와 효종 9년(1658년)에 건립한 묘비가 있다.

## 같이 보기
- 남이웅

## 참고 자료
- 금남 남산영당 - 국가유산청 국가유산포털
- 금남 남산영당 - 세종문화원 사이버향토박물관